# Montels, Tarn
Montels är en kommun i departementet Tarn i regionen Occitanien i södra Frankrike. Kommunen ligger i kantonen Castelnau-de-Montmiral som tillhör arrondissementet Albi. År 2022 hade Montels 109 invånare.

## Befolkningsutveckling
Antalet invånare i kommunen Montels
| Referens: INSEE |